# Deroplia floccifera
Deroplia floccifera là một loài bọ cánh cứng trong họ Cerambycidae.